# Pemba Sud
Pemba Sud (en anglais Pemba South ; en swahili Kusini Pemba) est une petite région de la Tanzanie. Elle occupe la partie sud de l'île de Pemba, dans l'archipel autonome de Zanzibar.

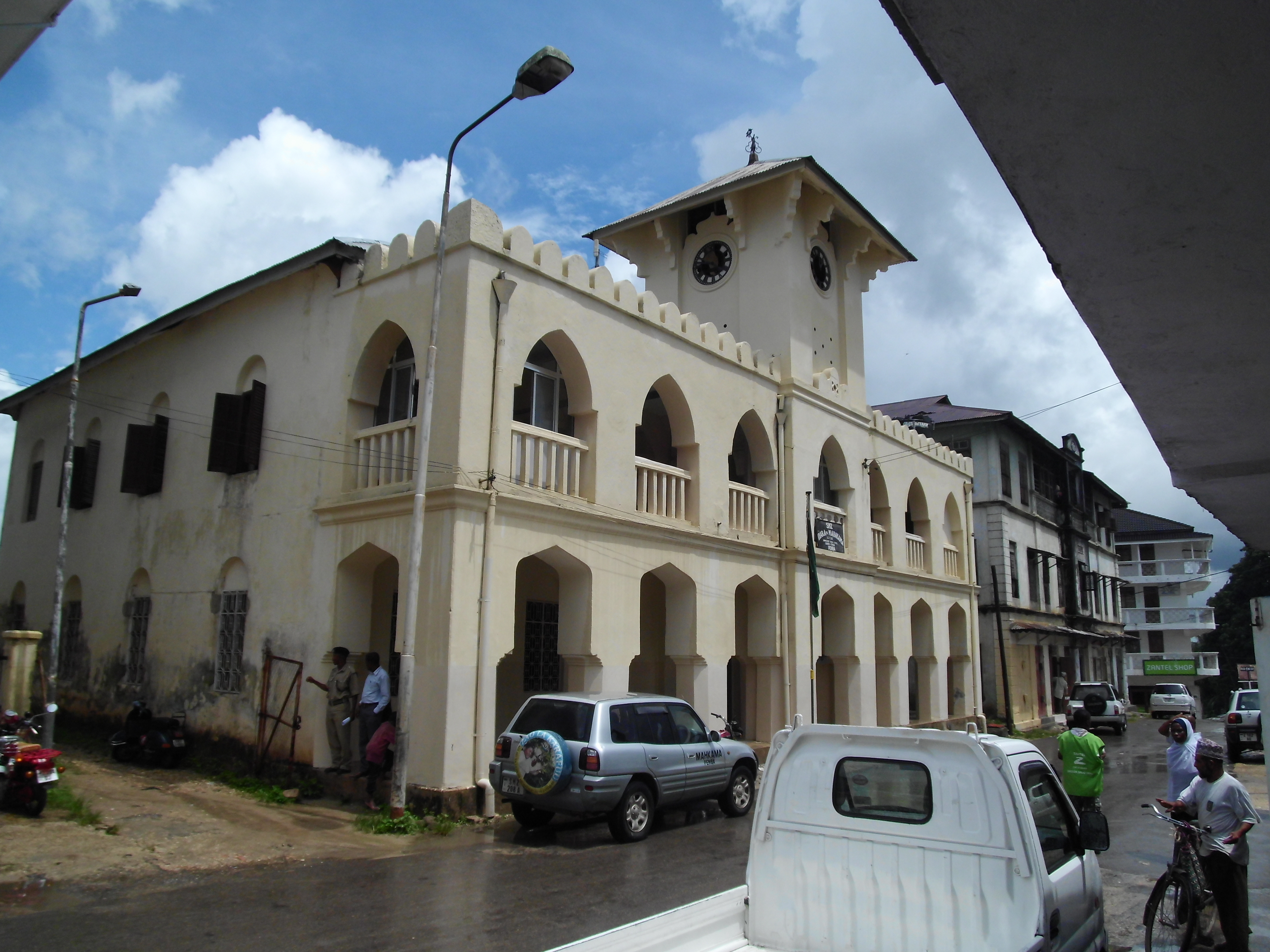
Palais de justice Chake-Chake Pemba/Zanzibar